# Beryl Penrose
Beryl Penrose (Sydney, 22 december 1930) – Beryl Penrose-Collier sinds mei 1957 – is een voormalig tennisspeelster uit Australië. In 1955 en 1957 was zij de nummer 1 van Australië; in 1955 werd zij de nummer 8 van de wereldranglijst.

## Biografie
In 1948 won Penrose de meisjesenkelspelfinale van het Australisch tenniskampioenschap. In 1949 won zij daar ook de meisjesdubbelspelfinale. In 1954 en 1955 won ze het damesdubbelspeltoernooi van het Australisch tenniskampioenschap, en in 1955 ook het damesenkelspeltoernooi.
Tussen 1951 en 1955 speelde ze driemaal op Wimbledon – haar beste resultaat daar was het bereiken van de kwartfinale in 1955.
In 1957 trad Penrose in het huwelijk met James Arthur F Collier, waarna zij stopte met haar actieve tennisloopbaan.
In 2017 werd Collier toegevoegd aan de Australian Tennis Hall Of Fame.